# Wapen van Berkenrode

Wapen van Berkenrode

Het wapen van Berkenrode werd op 22 oktober 1817 in gebruik door de Noord-Hollandse gemeente Berkenrode bevestigd. De gemeente fuseerde in 1857 met de gemeente Heemstede waardoor het gemeentewapen sindsdien niet meer in gebruik is.

## Blazoenering
De blazoenering van het wapen van Berkenrode luid als volgt:
Zijnde van keel beladen met een leeuw alternerende gekwartileerd van sabel en zilver en voorts gedekt met een kroon van goud.
Het wapen is rood van kleur waarop een leeuw staat. Deze leeuw is verdeeld in vier stukken welke afwisselend zwart of zilver zijn, het eerste en vierde kwartier zijn volgens de beschrijving zwart en het tweede en derde zijn zilver. In de tekening in het register, die leidend is, is dit echter precies omgekeerd. De leeuw zelf is gekroond met een gouden kroon van drie bladeren. Door de kleur zwart op een rood veld is het wapen een zogenaamd raadselwapen.

## Geschiedenis
De herkomst van het wapen is niet bekend. Wel bekend is dat het wapen gevoerd werd door het geslacht Van Berckenrode, dat het gebied rond Berkenrode sinds 1284 in bezit had. De eerste Van Berckenrode, Jan, kreeg het gebied van graaf Floris V. Het gebied bleef tot 1618 in bezit van Van Berckenrode; in dat jaar ging het over naar het geslacht Van Alkemade. Beide families vierendeelden hun wapens
De gemeente fuseerde in 1857 met Heemstede. Het was echter de bedoeling om in 1852 reeds te fuseren. Berkenrode maakte tegen de fusie in 1852 bezwaar omdat de gemeente Heemstede schulden had, en het veel rijkere Berkenrode weigerde te fuseren voordat de schuld afgelost zou zijn.
Het wapen van de gemeente Berkenrode is gelijk aan het wapen van de heerlijkheid Berkenrode.
Abbekerk
· Akersloot
· Andijk
· Ankeveen
· Anna Paulowna
· Assendelft
· Avenhorn
· Barsingerhorn
· Beemster
· Beets
· Bennebroek
· Berkenrode
· Berkhout
· Bijlmermeer
· Blokker
· Bovenkarspel
· Broek in Waterland
· Broek op Langedijk
· Buiksloot
· Bussum
· Callantsoog
· De Rijp
· Egmond
· Egmond aan Zee
· Egmond-Binnen
· Graft
·  Graft-De Rijp
· 's-Graveland
· Groet
· Grootebroek
· Grosthuizen
· Haarlemmerliede
· Haarlemmerliede en Spaarnwoude
· Harenkarspel
· Heerhugowaard
· Hensbroek
· Hoogkarspel
· Hoogwoud
· Ilpendam
· Jisp
· Kalslagen
· Katwoude
· Koedijk
· Koog aan de Zaan
· Kortenhoef
· Krommenie
· Kwadijk
· Langedijk
· Leimuiden
· Limmen
· Marken
· Middelie
· Midwoud
· Monnickendam
· Muiden
· Naarden
· Nederhorst den Berg
· Nibbixwoud
· Niedorp
· Nieuwe Niedorp
· Nieuwendam
· Nieuwer-Amstel
· Noord-Scharwoude
· Noorder-Koggenland
· Obdam
· Oosthuizen
· Opperdoes
· Oterleek
· Oude Niedorp
· Oudendijk
· Oudkarspel
· Oudorp
· Petten
· Ransdorp
· Schardam
· Scharwoude
· Schellingwoude
· Schellinkhout
· Schermer
· Schermerhorn
· Schoorl
· Schoten
· Sijbekarspel
· Sint Maarten
· Sint Pancras
· Sloten
· Spaarndam
· Spaarnwoude
· Spanbroek
· Twisk
· Urk
· Ursem
· Veenhuizen
· Venhuizen
· Warder
· Warmenhuizen
· Waverveen
· Weesp
· Weesperkarspel
· Wervershoof
· Wester-Koggenland
· Westwoud
· Westzaan
· Wieringen
· Wieringermeer
· Wieringerwaard
· Wijdenes
. Wijdewormer
. Wijk aan Zee en Duin
· Wimmenum
· Winkel
· Wognum
· Wormer
· Wormerveer
· Zaandam
· Zaandijk
· Zeevang
· Zijpe
· Zuid-Scharwoude
· Zuid- en Noord-Schermer
· Zwaag

Dorpswapens:
Hauwert
· Volendam
· Zwaagdijk-West